# جیمز آبراهام
جیمز آبراهام (انگلیسی: James Abrahams؛ زادهٔ ۱۸۶۷ - درگذشته تاریخ نامعلوم) یک بازیکن فوتبال اهل انگلستان بود. Fußballspieler.